# Fils et Filles de Républicains Espagnols et Enfants de l'Exode
Fils et Filles de Républicains Espagnols et Enfants de l'Exode (FFREEE) és una entitat fundada el 1999 sota la iniciativa de Maria-Amparo Sanchez-Monroy, que té la seu a Argelers (Rosselló). Està formada per fills d'antics exiliats espanyols de la guerra civil espanyola que volen recollir, al marge de la història oficial, els testimonis dels supervivents, defensar l'esperit republicà, donar suport a totes les víctimes del desplaçament i organitzar conferències i exposicions. També serveix d'espai de recerca de parents perduts durant el conflicte.
El seu secretari actual és Serge Barba. Edita un butlletí i cada any organitza una concentració d'homenatge a la retirada dels soldats i exiliats republicans. El 2009 va rebre la Creu de Sant Jordi de la Generalitat de Catalunya.